# Fokker PW-5
El Fokker PW-5 (designado Fokker F.VI por Fokker) fue un avión de caza neerlandés de los años 20 del siglo XX. Era un monoplano en parasol, del que fueron construidos doce ejemplares para el Servicio Aéreo del Ejército de los Estados Unidos, siendo usados como entrenadores avanzados.

## Diseño y desarrollo
En 1921, el Servicio Aéreo del Ejército de los Estados Unidos evaluó el monoplano en parasol Fokker D.VIII, y el biplano D.VII, entregados ambos cazas por Alemania, tras el Armisticio con el que finalizó la Primera Guerra Mundial. Emitió una orden por dos ejemplares de un caza monoplano en parasol basado en el diseño del D.VIII, pero propulsado por un motor V-8 Hispano-Suiza de construcción estadounidense, para que fueran evaluados. Estos aviones, designados por Fokker como F.VI, tenían alas cantilever de madera recubierta de contrachapado, similares a las del caza D.VIII y el contemporáneo D.X, y un fuselaje típico de Fokker de tubos de acero soldados. El fuselaje delantero estaba protegido por placas blindadas, aunque el radiador tipo coche y el depósito de combustible montado en el ala no tenían tal protección. El avión tenía un tren de aterrizaje fijo de patín de cola; aunque no tenía aleta fija, en su lugar disponía de un timón equilibrado.

## Historia operacional
En 1921 fueron entregados los dos ejemplares de evaluación, aunque uno de ellos se estrelló el 13 de marzo de 1922, cuando el ala falló debido al flameo (vibraciones). Se emitió una orden por 10 aviones más, que fueron entregados a finales de 1921, siendo usados como entrenadores avanzados por el 1st Pursuit Group.

## Variantes
F.VI
Caza monoplaza monoplano en parasol, dos construidos.
PW-5
Designación dada por el USAAS al F.VI, diez construidos.

## Operadores
Estados Unidos
- Servicio Aéreo del Ejército de los Estados Unidos

## Especificaciones
Referencia datos: The Complete Book of Fighters

### Características generales
- Tripulación: Uno (piloto)
- Longitud: 8 m (26,1 ft)
- Envergadura: 12 m (39,4 ft)
- Altura: 2,7 m (9 ft)
- Superficie alar: 22,9 m² (246,5 ft²)
- Peso vacío: 878 kg (1935,1 lb)
- Peso cargado: 1218 kg (2684,5 lb)
- Planta motriz: 1× motor lineal V-8 refrigerado por agua Wright-Hispano.
  - Potencia: 220 kW (303 HP; 299 CV)

### Rendimiento
- Velocidad máxima operativa (Vno): 232 km/h (144 MPH; 125 kt) a nivel del mar
- Alcance: 2 h
- Régimen de ascenso: 8,1 m/s (1585 ft/min)

### Armamento
- Ametralladoras: 

  - 2 de 7,62 mm
- Bombas: 

  - Provisión para pequeñas bombas en soporte bajo el fuselaje

## Aeronaves relacionadas

### Desarrollos relacionados
- Fokker D.VIII
- Fokker D.X

### Secuencias de designación
- Secuencia F._ (interna de Fokker (después de 1918)): ← F.III - F.IV - F.V - F.VI - F.VII - F.VIII - F.IX →
- Secuencia PW-_ (Aviones de Caza (Persecución, refrigerado por Agua) del USAAS, 1919-24): ← PW-2 - PW-3 - PW-4 - PW-5 - PW-6 - PW-7 - PW-8 →